# Dschang
Dschang  este un oraș  în partea de vest a Camerunului, în provincia de Vest.